# ジェームズ・ガーナー (サッカー選手)
ジェームズ・デイヴィッド・ガーナー（James David Garner、2001年3月13日 - ）は、イングランドのサッカー選手。エヴァートンFC所属。イングランド代表。ポジションはMF。

## 経歴
8歳でマンチェスター・ユナイテッドのアカデミーに加入。2017/18シーズン、U-18プレミアリーグイーストグループの優勝に貢献し、2018年5月にプロ契約を締結した。さらに同年夏、当時の監督であるジョゼ・モウリーニョのもとトップチームのプレシーズンツアーに帯同する。
2019年2月27日、クリスタル・パレス戦においてMFフレッジとの交代でトップチームデビューを果たし、3月16日にはクラブと契約を延長した。
2020年9月19日、 2020-21シーズン終了までEFLチャンピオンシップのワトフォードFCに期限付き移籍することが決まった。
2021年1月30日、ノッティンガム・フォレストFCにシーズン終了までの期限付き移籍することが決定。更に8月22日に1年間のローン移籍延長が発表された。
2022年9月1日、エヴァートンFCに4年契約で加入。

## 個人成績
| クラブ                       | シーズン | リーグ             | リーグ戦 | リーグ戦 | カップ戦 | カップ戦 | リーグ杯 | リーグ杯 | 国際大会 | 国際大会 | その他 | その他 | 合計 | 合計 |
| クラブ                       | シーズン | リーグ             | 出場     | 得点     | 出場     | 得点     | 出場     | 得点     | 出場     | 得点     | 出場   | 得点   | 出場 | 得点 |
| ---------------------------- | -------- | ------------------ | -------- | -------- | -------- | -------- | -------- | -------- | -------- | -------- | ------ | ------ | ---- | ---- |
| マンチェスター・ユナイテッド | 2018-19  | プレミアリーグ     | 1        | 0        | 0        | 0        | 0        | 0        | 0        | 0        | 0      | 0      | 1    | 0    |
| マンチェスター・ユナイテッド | 2019-20  | プレミアリーグ     | 1        | 0        | 0        | 0        | 1        | 0        | 4        | 0        | 0      | 0      | 6    | 0    |
| マンチェスター・ユナイテッド | 2020-21  | プレミアリーグ     | 0        | 0        | 0        | 0        | 0        | 0        | 0        | 0        | 0      | 0      | 0    | 0    |
| マンチェスター・ユナイテッド | 通算     | 通算               | 2        | 0        | 0        | 0        | 1        | 0        | 4        | 0        | 0      | 0      | 7    | 0    |
| ワトフォード                 | 2020-21  | チャンピオンシップ | 20       | 0        | 0        | 0        | 1        | 0        | -        | -        | 0      | 0      | 21   | 0    |
| ワトフォード                 | 通算     | 通算               | 20       | 0        | 0        | 0        | 1        | 0        | -        | -        | 0      | 0      | 21   | 0    |
| ノッティンガム・フォレスト   | 2020-21  | チャンピオンシップ | 20       | 4        | 0        | 0        | 0        | 0        | -        | -        | 0      | 0      | 20   | 4    |
| ノッティンガム・フォレスト   | 通算     | 通算               | 20       | 4        | 0        | 0        | 0        | 0        | -        | -        | 0      | 0      | 20   | 4    |
| 総通算                       | 総通算   | 総通算             | 42       | 4        | 0        | 0        | 2        | 0        | 4        | 0        | 0      | 0      | 48   | 4    |

## 代表歴
2018年、UEFA U-17欧州選手権にU-17イングランド代表のキャプテンとして出場。準決勝でU-17オランダ代表に敗れた。